# Лэмпард, Фрэнк
Фрэнк Джеймс Лэ́мпард (англ. Frank James Lampard, Jr.; род. 20 июня 1978[…], Ромфорд, Большой Лондон) — английский футболист. Позиция на поле — атакующий полузащитник. Офицер Ордена Британской империи. Большую часть карьеры провёл в футбольном клубе «Челси», в составе которого выигрывал Лигу чемпионов УЕФА и Лигу Европы УЕФА, трижды становился чемпионом Англии. Является лучшим бомбардиром в истории «Челси» (211 голов). Выступал за национальную сборную Англии, в составе которой принял участие в 106 матчах и забил 29 голов. Участник трёх чемпионатов мира и одного чемпионата Европы. Лэмпард считался одним из сильнейших полузащитников мира и одним из лучших английских игроков своего времени. Отличительные качества Лэмпарда-футболиста — «скорость работы, дальность передач и способность забивать голы».
Лэмпард начал свою карьеру в клубе «Вест Хэм Юнайтед», так же как и его отец. В сезоне 1997/1998 он обеспечил себе место в основе, а в следующем году помог команде закончить сезон на пятом месте в Премьер-лиге (наивысшее место, которое когда-либо занимал «Вест Хэм» в АПЛ). В 2001 году он перешёл в «Челси» за 11 миллионов фунтов стерлингов. За лондонский клуб выступал до 2014 года. После ухода из «Челси» играл также за клубы «Манчестер Сити» и «Нью-Йорк Сити». 10 августа 2016 забил 300-й гол за карьеру. Включён в Зал славы английского футбола за заслуги и свой вклад в английский и мировой футбол в целом.
После завершения карьеры футболиста стал футбольным тренером. В сезоне 2018/19 возглавлял клуб «Дерби Каунти», после чего получил приглашение перейти на работу в «Челси» и вернулся в лондонский клуб. Возглавлял «Челси» до 25 января 2021 года. 31 января 2022 года стал главным тренером футбольного клуба «Эвертон». 23 января 2023 года был уволен из ливерпульского клуба.
6 апреля 2023 года вернулся на пост главного тренера «Челси» до конца сезона 2022/2023. В ноябре 2024 года назначен главным тренером в «Ковентри Сити».

## Личная жизнь
Фрэнк родился в футбольной семье. Его отец — Фрэнк Лэмпард-старший, защитник и двукратный обладатель Кубка Англии в составе футбольного клуба «Вест Хэм Юнайтед», его мать Пэт скончалась 24 апреля 2008 года от пневмонии. Его дядя — футбольный тренер Гарри Реднапп, двоюродный брат — Джейми Реднапп, известен своими выступлениями за «Ливерпуль». Лэмпард получил образование в школе Брентвуд в Эссексе, где его одноклассницей была Джоди Марш.
У Фрэнка есть две дочери от первого брака с испанской моделью Элен Ривас: Луна Коко Патриша Лэмпард (род. 22 августа 2005) и Айла Лэмпард (род. 20 мая 2007). Во второй раз Фрэнк женился на североирландской телеведущей Кристин Бликли.
21 сентября 2018 года Кристин родила Фрэнку дочь, которую назвали Патриша Шарлотт Лэмпард. В марте 2021 года у супругов родился сын Фредерик Джордж «Фредди» Лэмпард.
13 июня 2015 года за вклад в английский футбол, выступления в «Челси» (где он был лидером и стал лучшим бомбардиром за всю историю клуба) и личные качества был награждён Орденом Британской Империи и стал офицером почётной награды.

### Писательская деятельность
Также Лэмпард известен как детский писатель: он написал серию книг о футболе «Волшебный футбол Фрэнки». Свои книги Лэмпард посвятил памяти своей матери.

## Клубная карьера

### «Вест Хэм Юнайтед»
Лэмпард присоединился к «Вест Хэм Юнайтед», где его отец был помощником тренера, как игрок молодёжного состава в июле 1994 года, и через год подписал профессиональный контракт. В октябре 1995 года был отдан в аренду в клуб Второго дивизиона «Суонси Сити», где начал свою карьеру с победы 2:0 над «Брэдфорд Сити». В майке «Суонси Сити» он провёл девять матчей и забил один гол, после чего вернулся в «Вест Хэм Юнайтед» в январе 1996 года. Первый матч за клуб после возвращения из аренды сыграл против «Ковентри Сити» и провёл оставшуюся часть сезона на скамейке.
В марте следующего года Лэмпард сломал ногу в матче против «Астон Виллы». В начале следующего сезона забил гол в ворота «Барнсли». В сезоне 1998/1999 появлялся в каждом матче, а его команда заняла пятое место в Премьер-лиге, которое, является самым высоким финишем для клуба за всю историю.
После продажи партнёра и друга по команде Рио Фердинанда в «Лидс Юнайтед» после сезона 2000/2001, в сочетании с отъездом отца и Реднаппа, Лэмпард последовал этому примеру и покинул «Вест Хэм Юнайтед», но предпочёл остаться в Лондоне, присоединившись к «Челси» за 11 млн фунтов.

### «Челси»
Переход Фрэнка Лэмпарда в «Челси» считался одним спорным и многие относились к трансферу отрицательно, считая Фрэнка переоценённым. В первом сезоне Лэмпард стал основным футболистом клуба, сыграв 53 матча и забив 7 мячей. В сезоне 2004/05 он стал лучшим бомбардиром среди полузащитников премьер-лиги с 13-ю мячами. В конце 2005 года установил рекорд по проведённым подряд матчам за один клуб — 164. Лэмпард стал одним из лидеров «Челси» в сезоне 2004/2005, сыграв 58 матчей, в которых забил 19 мячей и отдал 20 голевых передач и помог команде выиграть чемпионат и Кубок лиги, но команда вылетела в полуфинале Лиги чемпионов. В сезоне 2005/06 Лэмпард снова стал чемпионом Англии и лучшим бомбардиром команды с 20-ю мячами. Его 16 мячей в чемпионате стали лучшим достижением для полузащитника за всё время существования Премьер-лиги. В следующем сезоне за «Челси» Лэмпард забил 21 мяч, уступив в гонке бомбардиров только форварду синих Дрогба, а его гол в ворота «Барселоны» с нулевого угла считается одним из лучших в Лиге чемпионов . В сезоне 2006/2007 он провёл за «Челси» 62 матча во всех соревнованиях. В его возрасте никто не провёл больше матчей в премьер-лиге и такое достижение не удавалось ни одному полевому футболисту «синих». Лэмпард стал футболистом года по версии английских журналистов. «Челси» выиграл Кубок лиги и Кубок Англии, в финале которого Лэмпард отдал изящную голевую передачу, но также вылетел в полуфинале Лиги чемпионов после противостояния с «Ливерпулем».

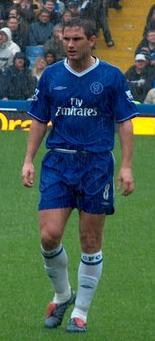
Лэмпард в одном из своих первых сезонов за «Челси»

Также Лэмпард попал в тройку лучших игроков 2005 по версиям УЕФА и ФИФА, уступив лишь феноменально проведшему сезон Роналдиньо. В финале Лиги чемпионов 2008 года именно гол Лэмпарда возродил интригу матча, который «Челси» проиграл по пенальти, а Фрэнк же был впоследствии назван лучшим полузащитником турнира.
17 января 2009 года матч против «Сток Сити» стал для Лэмпарда 400-м в его карьере за «Челси». Такого результата до него добились только девять человек. Отметился дублем в ответном матче четвертьфинала Лиги чемпионов в матче с «Ливерпулем», который завершился со счётом 4:4. За сезон 2008/2009 Лэмпард забил 20 мячей, забив в финале Кубка Англии великолепный гол пушечным ударом из-за пределов штрафной. В сезоне 2008/2009 команда выиграла лишь Кубок Англии, финишировала на третьем месте в чемпионате и снова вылетела в полуфинале Лиги чемпионов в ответном домашнем матче против «Барселоны», сыграв вничью 1:1.
24 декабря 2009 года Фрэнк Лэмпард был признан лучшим игроком уходящего десятилетия (2000—2010) согласно официальной статистике английской Премьер-лиги. 16 января 2010 года в матче 23 тура премьер-лиги против «Бирмингем Сити» Лэмпард забил свой 139 мяч и вышел на пятое место в списке бомбардиров за всю историю лондонского клуба, обогнав такого легендарного бомбардира синих, как Джимми Гривз (132 гола). 27 марта 2010 года в 32 тура премьер-лиги против «Астон Виллы» Лэмпард забил 4 мяча и вышел на третье место в списке лучших бомбардиров «Челси» за всю историю клуба, отставая от лучшего снайпера клуба всех времён Бобби Тэмблинга на 52 гола. Команда выиграла «золотой дубль» в сезоне 2009/2010, а Лэмпард провёл феноменальный сезон, сыграв 51 матч в которых забил 27 мячей и отдав 21 голевых передач за клуб и забив 3 мяча за сборную Англии.
Лэмпард травмировался и выбыл до конца декабря в начале сезона 2010/2011. Однако, сыграл 32 матча, в которых забил 13 мячей и отдал 6 голевых передач, но «Челси» ничего не выиграл. Матч против «Манчестер Юнайтед» в рамках четвертьфинала Лиги чемпионов стал для 32-летнего Лэмпарда 500-м в составе «Челси», только три футболиста провели за «Челси» больше матчей: Рон Харрис (795), Питер Бонетти (729) и Джон Холлинс (592). «Челси» же снова вылетел.
После провального сезона сменился тренер, а Лэмпард половину сезона не был основным игроком, как и многие ветераны, что приводило к печальным результатам. 4 марта 2012 года Роберто Ди Маттео стал исполняющим обязанности главного тренера «Челси» до конца сезона в связи с увольнением Виллаша-Боаша. Ди Маттео, некогда бывший игрок «Челси», снова вернул в строй ветеранов, а Лэмпард сыграл важную роль в выигрыше Кубка Англии, где в 5 матчах забил 3 гола.
Команда также выиграла Лигу чемпионов, сначала победив в ответном матче 1/8 финала «Наполи» 4:1 (первый матч выиграла итальянская команда со счётом 3:1), где Лэмпард отдал голевую передачу и забил пушечным ударом гол с пенальти. Затем «Челси» одолел «Бенфику» по сумме двух матчей со счётом 3:1, а Лэмпард забил мяч на «Стэмфорд Бридж». В полуфинале «Челси» прошёл «Барселону». 19 мая клуб обыграл в финале мюнхенскую «Баварию» на её поле.
12 января 2013 года Лэмпард, реализовав пенальти в гостевом матче против «Сток Сити», вышел на второе место в списке бомбардиров в истории «Челси». В активе Лэмпарда стало 194 гола за команду, что на один больше, чем у Керри Диксона. До первого места, которое принадлежит Бобби Тэмблингу (202 гола), Фрэнку осталось 8 голов.

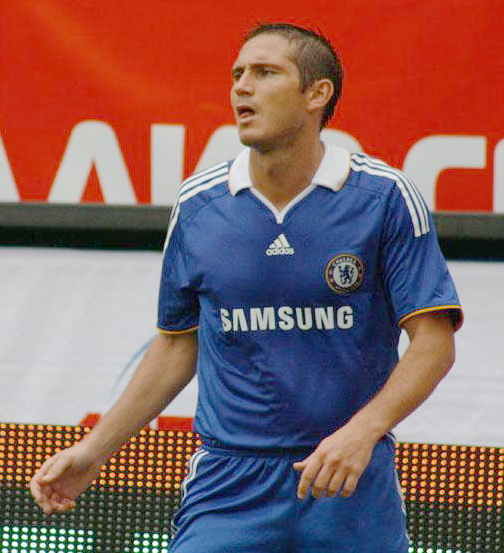
В составе «Челси» в 2008 году.

Свой 200-й гол за «синих» Фрэнк забил 17 марта в игре против своей бывшей команды — «Вест Хэм Юнайтед», завершившемся победой «Челси» со счётом 2:0.
11 мая 2013 года Лэмпард забил 2 мяча в ворота «Астон Виллы» и побил рекорд Бобби Тэмблинга. С 203-я голами Лэмпард стал лучшим бомбардиром «Челси» за всю историю существования клуба. Свой рекорд он посвятил матери, которая скончалась в 2008 году от пневмонии.
Сезон 2013/2014 за «Челси» Лэмпард начал с гола в ворота «Халл Сити» в первом же матче сезона. Последний мяч за клуб забил в 33 туре чемпионата Англии 5 апреля 2014 года в ворота «Сток Сити» (3:0). Всего за тот сезон Лэмпард сыграл 40 игр и забил 8 голов. Его контракт заканчивался, а весь сезон 2013—2014 он практически провёл на лавке запасных, хотя выходя на замену он показывал хороший футбол. Сделав трудный выбор, Лэмпард решил покинуть клуб в качестве свободного агента и найти клуб, чтобы получать игровую практику. В том же сезоне сыграл сотый матч в Лиге чемпионов. Фрэнк Лэмпард является рекордсменом АПЛ по количеству голов, забитых из-за пределов штрафной площади — 41 гол.
Всего за «Челси» Лэмпард сыграл 648 матчей, забил 211 голов, став таким образом лучшим бомбардиром клуба за всю его историю.

### «Нью-Йорк Сити» и «Манчестер Сити»
24 июля 2014 года было объявлено, что Лэмпард перешёл в клуб MLS «Нью-Йорк Сити», заключив двухгодичный контракт. 3 августа 2014 года появились сообщения, что Лэмпард перейдёт в аренду в «Манчестер Сити» до 31 декабря 2014 года для поддержания формы. Лэмпард дебютировал в составе «Манчестер Сити» 21 сентября 2014 в матче против своего бывшего клуба «Челси», выйдя на замену на 79-й минуте. На 85-й минуте он забил гол, который обеспечил «Сити» ничью со счётом 1:1. Гол в ворота бывшего клуба Лэмпард не праздновал, а после матча аплодировал фанатам «Челси». Лэмпард вписался в игру «Манчестер Сити», забив несколько важных голов, выходя на замены. Он помог клубу пройти в плей-офф Лиги чемпионов, а в решающем матче против «Баварии» вышел в стартовом составе и был одним из важнейших игроков. К 31 декабря появились сообщения, что Лэмпард на самом деле подписал краткосрочный контракт с «Манчестер Сити», который будет продлён до конца сезона Премьер-лиги, в то время как с «Нью-Йорком» контракта подписано не было и что будущее Лэмпарда в MLS оставалось неясным. Эти сообщения, а также заявление тренера «Манчестер Сити» Мануэля Пеллегрини, что Лэмпард может остаться в клубе на второй сезон, породили волну негативных реакций болельщиков «Нью-Йорк Сити». 9 января 2015 года «Манчестер Сити» подтвердил, что Лэмпард не подписывал официального контракта с «Нью-Йорк Сити», а лишь заключил соглашение о будущем выступлении в клубе, а контракт был заключён с «Манчестер Сити». В тот же день «Нью-Йорк Сити» заявил, что Лэмпард подписал официальный контракт с клубом, подтверждающий переход Лэмпарда 1 июля 2015 года.
1 января 2015 года в матче против «Сандерленда» Лэмпард забил свой 176 мяч в Премьер-лиге. 24 мая 2015 года в 38 туре сыграл свой последний матч в Премьер-лиге и за «Манчестер Сити». Выйдя в основном составе «Манчестер Сити» с капитанской повязкой, Фрэнк Лэмпард забил 178 мяч, подведший черту под главным этапом его карьеры. Больше Лэмпарда в английской Премьер-лиге забили только Алан Ширер (260 голов), Энди Коул (189) и Уэйн Руни (189) по состоянию на 8 января 2016 года.
Дебют Лэмпарда за «Нью-Йорк Сити» откладывался из-за адаптации к новому клубу и травм. 17 сентября 2015 года он забил первый мяч за клуб. В матче с «Торонто» гол Лэмпарда, забитый на 21-й минуте, стал победным для его команды. 3 октября 2015 года забил самый быстрый гол в истории «Нью-Йорк Сити», забив на 45 секунде в ворота «Ди Си Юнайтед». Этот гол стал 3 голом Лэмпарда за первый неполный сезон в составе «Нью-Йорк Сити». Он отыграл 10 матчей, в которых забил 3 мяча и отдал одну голевую передачу.
В матче 23-го тура МЛС «Нью-Йорк Сити» на своём поле разбил «Колорадо Рэпидз», а Лэмпард забил три гола. 10 августа он забил свой 300 гол в карьере, поразив ворота «Коламбуса».
2 февраля 2017 года на своей официальной странице в Instagram объявил о завершении профессиональной футбольной карьеры.

## Тренерская карьера

### «Дерби Каунти»
31 мая 2018 года Лэмпард начал свою тренерскую карьеру в футбольном клубе «Дерби Каунти», подписав с командой контракт на три года. По итогу сезона 2018/19 команда заняла 6-е место и вышла в плей-офф Чемпионшипа. В финале «Дерби» уступил «Астон Вилле» со счётом 1:2, тем самым упустив шанс выйти в Премьер-лигу.

### «Челси»
4 июля 2019 года Лэмпард стал главным тренером своей бывшей команды «Челси», подписав трёхлетний контракт. 11 августа 2019 года «Челси» в первом официальном матче под руководством Лэмпарда со счётом 0:4 проиграл «Манчестер Юнайтед». Это поражение стало крупнейшим для тренеров «Челси» в дебютных матчах с 1978 года, когда команда под руководством Дэнни Бланчфлауэра уступила со счётом 2:7 «Мидлсбро». Вторым официальным матчем «Челси» под руководством Лэмпарда стал поединок за Суперкубок УЕФА, в котором лондонский клуб после ничьей со счётом 2:2 уступил «Ливерпулю» в серии послематчевых пенальти.
24 августа 2019 года «Челси» одержал первую победу с Лэмпардом в роли главного тренера, обыграв в гостях «Норвич» со счётом 3:2. 25 сентября 2019 года «Челси» со счётом 7:1 обыграл «Гримсби Таун» в матче Кубка лиги. Эта победа стала первой разгромной победой Лэмпарда в «Челси». В составе команды Лэмпарда в матче против «Гримсби» приняло участие десять выпускников академии «Челси», включая Риса Джеймса и Билли Гилмора, которые дебютировали в основной команде. В октябре 2019 год Лэмпард был признан тренером месяца в АПЛ. Это произошло после того как «Челси» одержал четыре победы в четырёх матчах в этом месяце. По итогу сезона «Челси» занял четвёртое место в АПЛ, что в условиях трансферного бана, с которым столкнулась лондонская команда, было воспринято большинством как успех. Кроме того, «Челси» сумел дойти до финала Кубка Англии, где проиграл «Арсеналу».
Перед началом следующего сезона «Челси» сделал пять крупных приобретений в летнее трансферное окно. Лондонский клуб подписал Хакима Зиеша, Тимо Вернера, Бена Чилуэлла, Кая Хаверца и Эдуара Менди. «Челси» начал сезон хорошо, однако после неудачной серии, когда за восемь матчей в АПЛ было одержано всего две победы, команда опустилась на девятое место в турнирной таблице. В результате Лэмпард был уволен 25 января 2021 года. Последним матчем Лэмпарда перед отставкой стала победа над клубом «Лутон Таун» со счётом 3:1 в Кубке Англии. Уже на следующий день Лэмпарда в «Челси» сменил немецкий тренер Томас Тухель. По показателю среднего количества очков за игру Лэмпард стал худшим тренером «Челси» во времена владения Романа Абрамовича — 1,67 очка за игру (провёл 57 игр с клубом). Также антирекордсмен по пропущенным мячам за матч — 1,35 голов за игру.

### «Эвертон»
31 января 2022 года о назначении Лэмпарда главным тренером официально объявил футбольный клуб «Эвертон». 5 февраля состоялся первый матч «Эвертона» во главе с Лэмпардом, в котором «ириски» со счётом 4:1 разгромили «Брентфорд» в Кубке Англии. Эта победа стала крупнейшей для тренеров «Эвертона» в дебютных матчах за всю историю.
8 февраля 2022 года «Эвертон» провёл первый матч под руководством Лэмпарда в АПЛ: «ириски» на выезде уступили «Ньюкасл Юнайтед» со счётом 1:3. 12 февраля 2022 года «Эвертон» одержал первую победу под руководством Лэмпарда в АПЛ: на своём поле со счётом 3:0 был разгромлен «Лидс Юнайтед». После этой победы, однако, дела клуба в чемпионате складывались не лучшим образом: следующие четыре матча в лиге «ириски» проиграли с общим счётом 0:9, затем обыграли «Ньюкасл», после чего проиграли ещё два матча. Такая серия привела клуб к тому, что впервые за долгие годы «Эвертону» пришлось сражаться за выживание в АПЛ. Однако в концовке чемпионата «Эвертон» под руководством Лэмпарда сумел значительно улучшить свои результаты и остаться в АПЛ: в восьми следующих матчах «Эвертон» дважды сыграл вничью (1:1 с «Лестером» и 0:0 с «Уотфордом»), а также одержал четыре победы — над «Манчестер Юнайтед» (1:0), «Челси» (1:0), «Лестером» (2:1) и «Кристал Пэлас» (3:2). Именно волевая победа над «Кристал Пэлас» 19 мая 2022 года в матче, в котором «Эвертон» к перерыву уступал со счётом 0:2, в итоге и обеспечила команде место в АПЛ на будущий сезон за тур до завершения чемпионата.
23 января 2023 года был уволен из «Эвертона». К тому моменту, клуб находился на 19 месте в турнирной таблице АПЛ с 15 очками после 20 матчей чемпионата.

### Возвращение в «Челси»
6 апреля 2023 года Лэмпард во второй раз был назначен на пост главного тренера «Челси», подписав с клубом контракт до конца сезона 2022/2023.

### «Ковентри Сити»
28 ноября 2024 года Лэмпард возобновил карьеру, возглавив «Ковентри Сити» из Чемпионшипа. Назначению специалиста предшествовали протесты фанатов клуба, которые полагают, что «Ковентри» должен возглавить опытный и успешный тренер (таких критериев, по мнению болельщиков, у Лэмпарда нет). Тем не менее, Фрэнк Лэмпард подписал контракт с клубом до 2027 года.

## Карьера в сборной
Лэмпард впервые появился в сборной Англии до 21 года при тренере Питере Тейлоре, его дебютный матч состоялся против Греции 13 ноября 1997 года. За основную сборную Лэмпард дебютировал 10 октября 1999 года с Бельгией (2:1). На чемпионате Европы 2004 его признали лучшим игроком в составе англичан. На нём он стал автором трёх мячей. Чемпионат мира 2006 стал для него неудачным, так как сборная Англии не прошла далеко по сетке, а Фрэнк не забил ни одного мяча.
В ЮАР, на чемпионате мира 2010, в 1/8 финала арбитр встречи Хорхе Ларрионда не засчитал чистый гол Лэмпарда в ворота сборной Германии, посчитав, что мяч, отлетевший от перекладины в ворота, не пересёк её линию. Этот инцидент с участием Лэмпарда стал одной из главных причин введения в правила футбола возможности использования электронной системы автоматического определения голов, которая с 2012 года используется во многих соревнованиях ФИФА по всему миру.
Лэмпард вынужден был пропустить чемпионат Европы 2012 из-за травмы бедра, которую получил на тренировке. Вместо него был вызван игрок «Ливерпуля» Джордан Хендерсон. 7 сентября 2012 года в гостевом матче против сборной Молдовы (закончившимся со счётом 5:0 в пользу англичан) оформил дубль, отличившись на 3-й (с пенальти) и 29-й минутах. 6 февраля 2013 года в домашнем матче против сборной Бразилии на 60-й минуте забил победный гол, таким образом став первым игроком сборной Англии с 1990 года, забившим победный гол в ворота Бразилии. На чемпионате мира 2014 Лэмпард сыграл лишь последний матч группового этапа против сборной Коста-Рики. Он вышел в стартовом составе и с капитанской повязкой. Завершил карьеру в сборной в 2014 году после чемпионата мира. Сыграл 106 матчей, в которых забил 29 мячей, а также отдал 7 голевых передач. Лэмпард никогда не забивал голов на чемпионатах мира и установил рекорд по ведущейся с 1966 года статистике турнира: нанёс по воротам больше всех ударов, ни один из которых не завершился голом — 40.

## Статистика выступлений

### Клубная статистика
| Выступление      | Выступление      | Выступление      | Лига | Лига | Кубок страны | Кубок страны | Кубок лиги | Кубок лиги | Еврокубки | Еврокубки | Прочие | Прочие | Итого | Итого |
| Клуб             | Лига             | Сезон            | Игры | Голы | Игры         | Голы         | Игры       | Голы       | Игры      | Голы      | Игры   | Голы   | Игры  | Голы  |
| ---------------- | ---------------- | ---------------- | ---- | ---- | ------------ | ------------ | ---------- | ---------- | --------- | --------- | ------ | ------ | ----- | ----- |
| Суонси Сити      | Первый дивизион  | 1995/96          | 9    | 1    | 0            | 0            | 0          | 0          | 0         | 0         | 0      | 0      | 9     | 1     |
| Суонси Сити      | Итого            | Итого            | 9    | 1    | 0            | 0            | 0          | 0          | 0         | 0         | 0      | 0      | 9     | 1     |
| Вест Хэм Юнайтед | Премьер-лига     | 1995/96          | 2    | 0    | 0            | 0            | 0          | 0          | 0         | 0         | 0      | 0      | 2     | 0     |
| Вест Хэм Юнайтед | Премьер-лига     | 1996/97          | 13   | 0    | 1            | 0            | 2          | 0          | 0         | 0         | 0      | 0      | 16    | 0     |
| Вест Хэм Юнайтед | Премьер-лига     | 1997/98          | 31   | 5    | 6            | 1            | 5          | 4          | 0         | 0         | 0      | 0      | 42    | 10    |
| Вест Хэм Юнайтед | Премьер-лига     | 1998/99          | 38   | 5    | 1            | 0            | 2          | 1          | 0         | 0         | 0      | 0      | 41    | 6     |
| Вест Хэм Юнайтед | Премьер-лига     | 1999/00          | 34   | 7    | 1            | 0            | 4          | 3          | 10        | 4         | 0      | 0      | 49    | 14    |
| Вест Хэм Юнайтед | Премьер-лига     | 2000/01          | 30   | 7    | 4            | 1            | 3          | 1          | 0         | 0         | 0      | 0      | 37    | 9     |
| Вест Хэм Юнайтед | Итого            | Итого            | 157  | 25   | 13           | 2            | 16         | 9          | 10        | 4         | 0      | 0      | 196   | 40    |
| Челси            | Премьер-лига     | 2001/02          | 37   | 5    | 8            | 1            | 4          | 0          | 4         | 1         | 0      | 0      | 53    | 7     |
| Челси            | Премьер-лига     | 2002/03          | 38   | 6    | 5            | 1            | 3          | 0          | 2         | 1         | 0      | 0      | 48    | 8     |
| Челси            | Премьер-лига     | 2003/04          | 38   | 10   | 4            | 1            | 2          | 0          | 14        | 4         | 0      | 0      | 58    | 15    |
| Челси            | Премьер-лига     | 2004/05          | 38   | 13   | 2            | 0            | 6          | 2          | 12        | 4         | 0      | 0      | 58    | 19    |
| Челси            | Премьер-лига     | 2005/06          | 35   | 16   | 5            | 2            | 1          | 0          | 8         | 2         | 1      | 0      | 50    | 20    |
| Челси            | Премьер-лига     | 2006/07          | 37   | 11   | 7            | 6            | 6          | 3          | 11        | 1         | 1      | 0      | 62    | 21    |
| Челси            | Премьер-лига     | 2007/08          | 24   | 10   | 1            | 2            | 3          | 4          | 11        | 4         | 1      | 0      | 40    | 20    |
| Челси            | Премьер-лига     | 2008/09          | 37   | 12   | 7            | 3            | 2          | 2          | 11        | 3         | 0      | 0      | 57    | 20    |
| Челси            | Премьер-лига     | 2009/10          | 36   | 22   | 6            | 3            | 1          | 0          | 7         | 1         | 1      | 1      | 51    | 27    |
| Челси            | Премьер-лига     | 2010/11          | 24   | 10   | 3            | 3            | 0          | 0          | 4         | 0         | 1      | 0      | 32    | 13    |
| Челси            | Премьер-лига     | 2011/12          | 30   | 11   | 5            | 2            | 2          | 0          | 12        | 3         | 0      | 0      | 49    | 16    |
| Челси            | Премьер-лига     | 2012/13          | 29   | 15   | 4            | 2            | 3          | 0          | 10        | 0         | 4      | 0      | 50    | 17    |
| Челси            | Премьер-лига     | 2013/14          | 26   | 6    | 1            | 0            | 1          | 1          | 11        | 1         | 1      | 0      | 40    | 8     |
| Челси            | Итого            | Итого            | 429  | 147  | 58           | 26           | 34         | 12         | 117       | 25        | 10     | 1      | 648   | 211   |
| Манчестер Сити   | Премьер-лига     | 2014/15          | 32   | 6    | 2            | 0            | 1          | 2          | 3         | 0         | 0      | 0      | 38    | 8     |
| Манчестер Сити   | Итого            | Итого            | 32   | 6    | 2            | 0            | 1          | 2          | 3         | 0         | 0      | 0      | 38    | 8     |
| Нью-Йорк Сити    | MLS              | 2015             | 10   | 3    | 0            | 0            | 0          | 0          | 0         | 0         | 0      | 0      | 10    | 3     |
| Нью-Йорк Сити    | MLS              | 2016             | 19   | 12   | 0            | 0            | 0          | 0          | 0         | 0         | 2      | 0      | 21    | 12    |
| Нью-Йорк Сити    | Итого            | Итого            | 29   | 15   | 0            | 0            | 0          | 0          | 0         | 0         | 2      | 0      | 31    | 15    |
| Всего за карьеру | Всего за карьеру | Всего за карьеру | 647  | 193  | 73           | 28           | 51         | 23         | 130       | 29        | 12     | 1      | 913   | 274   |

1. ↑  6 матчей и 1 гол в Суперкубке Англии, 2 матча в Суперкубке УЕФА, 2 матча на Клубном чемпионате мира и 2 матча в плей-офф MLS

### Статистика в сборной
| Сборная          | Сезон            | Товарищеские | Товарищеские | Официальные | Официальные | Итого | Итого |
| Сборная          | Сезон            | Игры         | Голы         | Игры        | Голы        | Игры  | Голы  |
| ---------------- | ---------------- | ------------ | ------------ | ----------- | ----------- | ----- | ----- |
| Англия           |                  |              |              |             |             |       |       |
| 1999             | 1                | 0            | 0            | 0           | 1           | 0     |       |
| 2000             | 0                | 0            | 0            | 0           | 0           | 0     |       |
| 2001             | 3                | 0            | 0            | 0           | 3           | 0     |       |
| 2002             | 3                | 0            | 0            | 0           | 3           | 0     |       |
| 2003             | 5                | 1            | 4            | 0           | 9           | 1     |       |
| 2004             | 5                | 1            | 8            | 5           | 13          | 6     |       |
| 2005             | 3                | 0            | 6            | 3           | 9           | 3     |       |
| 2006             | 4                | 2            | 9            | 0           | 13          | 2     |       |
| 2007             | 4                | 1            | 5            | 1           | 9           | 2     |       |
| 2008             | 2                | 0            | 4            | 0           | 6           | 0     |       |
| 2009             | 4                | 2            | 6            | 4           | 10          | 6     |       |
| 2010             | 3                | 0            | 4            | 0           | 7           | 0     |       |
| 2011             | 2                | 1            | 5            | 2           | 7           | 3     |       |
| 2012             | 1                | 0            | 2            | 3           | 3           | 3     |       |
| 2013             | 5                | 2            | 5            | 1           | 10          | 3     |       |
| 2014             | 2                | 0            | 1            | 0           | 3           | 0     |       |
| Всего за карьеру | Всего за карьеру | 47           | 10           | 59          | 19          | 106   | 29    |

### Матчи за сборную
| Матчи и голы Фрэнка Лэмпарда за сборную Англии | Матчи и голы Фрэнка Лэмпарда за сборную Англии | Матчи и голы Фрэнка Лэмпарда за сборную Англии | Матчи и голы Фрэнка Лэмпарда за сборную Англии | Матчи и голы Фрэнка Лэмпарда за сборную Англии | Матчи и голы Фрэнка Лэмпарда за сборную Англии |
| №                                              | Дата                                           | Оппонент                                       | Счёт                                           | Голы                                           | Соревнование                                   |
| ---------------------------------------------- | ---------------------------------------------- | ---------------------------------------------- | ---------------------------------------------- | ---------------------------------------------- | ---------------------------------------------- |
| 1                                              | 10 октября 1999                                | Бельгия                                        | 2:1                                            | —                                              | Товарищеский матч                              |
| 2                                              | 28 февраля 2001                                | Испания                                        | 3:0                                            | —                                              | Товарищеский матч                              |
| 3                                              | 15 августа 2001                                | Нидерланды                                     | 0:2                                            | —                                              | Товарищеский матч                              |
| 4                                              | 10 ноября 2001                                 | Швеция                                         | 1:1                                            | —                                              | Товарищеский матч                              |
| 5                                              | 13 февраля 2002                                | Нидерланды                                     | 1:1                                            | —                                              | Товарищеский матч                              |
| 6                                              | 27 марта 2002                                  | Италия                                         | 1:2                                            | —                                              | Товарищеский матч                              |
| 7                                              | 17 апреля 2002                                 | Парагвай                                       | 4:0                                            | —                                              | Товарищеский матч                              |
| 8                                              | 12 февраля 2003                                | Австрия                                        | 1:3                                            | —                                              | Товарищеский матч                              |
| 9                                              | 22 мая 2003                                    | ЮАР                                            | 2:1                                            | —                                              | Товарищеский матч                              |
| 10                                             | 3 июня 2003                                    | Сербия и Черногория                            | 2:1                                            | —                                              | Товарищеский матч                              |
| 11                                             | 11 июня 2003                                   | Словакия                                       | 2:1                                            | —                                              | Отборочные матчи ЧЕ-2004                       |
| 12                                             | 20 августа 2003                                | Хорватия                                       | 3:1                                            | 1                                              | Товарищеский матч                              |
| 13                                             | 6 сентября 2003                                | Македония                                      | 2:1                                            | —                                              | Отборочные матчи ЧЕ-2004                       |
| 14                                             | 10 сентября 2003                               | Лихтенштейн                                    | 2:0                                            | —                                              | Отборочные матчи ЧЕ-2004                       |
| 15                                             | 11 октября 2003                                | Турция                                         | 0:0                                            | —                                              | Отборочные матчи ЧЕ-2004                       |
| 16                                             | 16 ноября 2003                                 | Дания                                          | 2:3                                            | —                                              | Товарищеский матч                              |
| 17                                             | 18 февраля 2004                                | Португалия                                     | 1:1                                            | —                                              | Товарищеский матч                              |
| 18                                             | 1 июня 2004                                    | Япония                                         | 1:1                                            | —                                              | Товарищеский матч                              |
| 19                                             | 5 июня 2004                                    | Исландия                                       | 6:1                                            | 1                                              | Товарищеский матч                              |
| 20                                             | 13 июня 2004                                   | Франция                                        | 1:2                                            | 1                                              | Финальные матчи ЧЕ-2004                        |
| 21                                             | 17 июня 2004                                   | Швейцария                                      | 3:0                                            | —                                              | Финальные матчи ЧЕ-2004                        |
| 22                                             | 21 июня 2004                                   | Хорватия                                       | 4:2                                            | 1                                              | Финальные матчи ЧЕ-2004                        |
| 23                                             | 24 июня 2004                                   | Португалия                                     | 2:2                                            | 1                                              | Финальные матчи ЧЕ-2004                        |
| 24                                             | 18 августа 2004                                | Украина                                        | 3:0                                            | —                                              | Товарищеский матч                              |
| 25                                             | 4 сентября 2004                                | Австрия                                        | 2:2                                            | 1                                              | Отборочные матчи ЧМ-2006                       |
| 26                                             | 8 сентября 2004                                | Польша                                         | 2:1                                            | —                                              | Отборочные матчи ЧМ-2006                       |
| 27                                             | 9 октября 2004                                 | Уэльс                                          | 2:0                                            | 1                                              | Отборочные матчи ЧМ-2006                       |
| 28                                             | 13 октября 2004                                | Азербайджан                                    | 1:0                                            | —                                              | Отборочные матчи ЧМ-2006                       |
| 29                                             | 17 ноября 2004                                 | Испания                                        | 0:1                                            | —                                              | Товарищеский матч                              |
| 30                                             | 9 февраля 2005                                 | Нидерланды                                     | 0:0                                            | —                                              | Товарищеский матч                              |
| 31                                             | 26 марта 2005                                  | Северная Ирландия                              | 4:0                                            | 1                                              | Отборочные матчи ЧМ-2006                       |
| 32                                             | 30 марта 2005                                  | Азербайджан                                    | 2:0                                            | —                                              | Отборочные матчи ЧМ-2006                       |
| 33                                             | 17 августа 2005                                | Дания                                          | 1:4                                            | —                                              | Товарищеский матч                              |
| 34                                             | 3 сентября 2005                                | Уэльс                                          | 1:0                                            | —                                              | Отборочные матчи ЧМ-2006                       |
| 35                                             | 7 сентября 2005                                | Северная Ирландия                              | 0:1                                            | —                                              | Отборочные матчи ЧМ-2006                       |
| 36                                             | 8 октября 2005                                 | Австрия                                        | 1:0                                            | 1                                              | Отборочные матчи ЧМ-2006                       |
| 37                                             | 12 октября 2005                                | Польша                                         | 2:1                                            | 1                                              | Отборочные матчи ЧМ-2006                       |
| 38                                             | 12 ноября 2005                                 | Аргентина                                      | 3:2                                            | —                                              | Товарищеский матч                              |
| 39                                             | 30 мая 2006                                    | Венгрия                                        | 3:1                                            | —                                              | Товарищеский матч                              |
| 40                                             | 3 июня 2006                                    | Ямайка                                         | 6:0                                            | 1                                              | Товарищеский матч                              |
| 41                                             | 6 июня 2006                                    | Парагвай                                       | 1:0                                            | —                                              | Финальные матчи ЧМ-2006                        |
| 42                                             | 15 июня 2006                                   | Тринидад и Тобаго                              | 2:0                                            | —                                              | Финальные матчи ЧМ-2006                        |
| 43                                             | 20 июня 2006                                   | Швеция                                         | 2:2                                            | —                                              | Финальные матчи ЧМ-2006                        |
| 44                                             | 25 июня 2006                                   | Эквадор                                        | 1:0                                            | —                                              | Финальные матчи ЧМ-2006                        |
| 45                                             | 1 июля 2006                                    | Португалия                                     | 0:0                                            | —                                              | Финальные матчи ЧМ-2006                        |
| 46                                             | 16 августа 2006                                | Греция                                         | 4:0                                            | 1                                              | Товарищеский матч                              |
| 47                                             | 2 сентября 2006                                | Андорра                                        | 5:0                                            | —                                              | Отборочные матчи ЧЕ-2008                       |
| 48                                             | 6 сентября 2006                                | Македония                                      | 1:0                                            | —                                              | Отборочные матчи ЧЕ-2008                       |
| 49                                             | 7 октября 2006                                 | Македония                                      | 0:0                                            | —                                              | Отборочные матчи ЧЕ-2008                       |
| 50                                             | 11 октября 2006                                | Хорватия                                       | 0:2                                            | —                                              | Отборочные матчи ЧЕ-2008                       |
| 51                                             | 15 ноября 2006                                 | Нидерланды                                     | 1:1                                            | —                                              | Товарищеский матч                              |
| 52                                             | 7 февраля 2007                                 | Испания                                        | 0:1                                            | —                                              | Товарищеский матч                              |
| 53                                             | 24 марта 2007                                  | Израиль                                        | 0:0                                            | —                                              | Отборочные матчи ЧЕ-2008                       |
| 54                                             | 1 июня 2007                                    | Бразилия                                       | 1:1                                            | —                                              | Товарищеский матч                              |
| 55                                             | 6 июня 2007                                    | Эстония                                        | 3:0                                            | —                                              | Отборочные матчи ЧЕ-2008                       |
| 56                                             | 22 августа 2007                                | Германия                                       | 1:2                                            | 1                                              | Товарищеский матч                              |
| 57                                             | 13 октября 2007                                | Эстония                                        | 3:0                                            | —                                              | Отборочные матчи ЧЕ-2008                       |
| 58                                             | 17 октября 2007                                | Россия                                         | 1:2                                            | —                                              | Отборочные матчи ЧЕ-2008                       |
| 59                                             | 16 ноября 2007                                 | Австрия                                        | 1:0                                            | —                                              | Товарищеский матч                              |
| 60                                             | 21 ноября 2007                                 | Хорватия                                       | 2:3                                            | 1                                              | Отборочные матчи ЧЕ-2008                       |
| 61                                             | 28 мая 2008                                    | США                                            | 2:0                                            | —                                              | Товарищеский матч                              |
| 62                                             | 20 августа 2008                                | Чехия                                          | 2:2                                            | —                                              | Товарищеский матч                              |
| 63                                             | 6 сентября 2008                                | Андорра                                        | 2:0                                            | —                                              | Отборочные матчи ЧМ-2010                       |
| 64                                             | 10 сентября 2008                               | Хорватия                                       | 4:1                                            | —                                              | Отборочные матчи ЧМ-2010                       |
| 65                                             | 11 октября 2008                                | Казахстан                                      | 5:1                                            | —                                              | Отборочные матчи ЧМ-2010                       |
| 66                                             | 15 октября 2008                                | Беларусь                                       | 3:1                                            | —                                              | Отборочные матчи ЧМ-2010                       |
| 67                                             | 11 февраля 2009                                | Испания                                        | 0:2                                            | —                                              | Товарищеский матч                              |
| 68                                             | 28 марта 2009                                  | Словакия                                       | 4:0                                            | 1                                              | Товарищеский матч                              |
| 69                                             | 1 апреля 2009                                  | Украина                                        | 2:1                                            | —                                              | Отборочные матчи ЧМ-2010                       |
| 70                                             | 6 июня 2009                                    | Казахстан                                      | 4:0                                            | 1                                              | Отборочные матчи ЧМ-2010                       |
| 71                                             | 10 июня 2009                                   | Андорра                                        | 6:0                                            | 1                                              | Отборочные матчи ЧМ-2010                       |
| 72                                             | 12 августа 2009                                | Нидерланды                                     | 2:2                                            | —                                              | Товарищеский матч                              |
| 73                                             | 5 сентября 2009                                | Словения                                       | 2:1                                            | 1                                              | Товарищеский матч                              |
| 74                                             | 9 сентября 2009                                | Хорватия                                       | 5:1                                            | 2                                              | Отборочные матчи ЧМ-2010                       |
| 75                                             | 10 октября 2009                                | Украина                                        | 0:1                                            | —                                              | Отборочные матчи ЧМ-2010                       |
| 76                                             | 14 октября 2009                                | Беларусь                                       | 3:0                                            | —                                              | Отборочные матчи ЧМ-2010                       |
| 77                                             | 3 марта 2010                                   | Египет                                         | 3:1                                            | —                                              | Товарищеский матч                              |
| 78                                             | 30 мая 2010                                    | Япония                                         | 2:1                                            | —                                              | Товарищеский матч                              |
| 79                                             | 12 июня 2010                                   | США                                            | 1:1                                            | —                                              | Финальные матчи ЧМ-2010                        |
| 80                                             | 18 июня 2010                                   | Алжир                                          | 0:0                                            | —                                              | Финальные матчи ЧМ-2010                        |
| 81                                             | 23 июня 2010                                   | Словения                                       | 1:0                                            | —                                              | Финальные матчи ЧМ-2010                        |
| 82                                             | 27 июня 2010                                   | Германия                                       | 1:4                                            | —                                              | Финальные матчи ЧМ-2010                        |
| 83                                             | 11 августа 2010                                | Венгрия                                        | 2:1                                            | —                                              | Товарищеский матч                              |
| 84                                             | 9 февраля 2011                                 | Дания                                          | 2:1                                            | —                                              | Товарищеский матч                              |
| 85                                             | 26 марта 2011                                  | Уэльс                                          | 2:0                                            | 1                                              | Отборочные матчи ЧЕ-2012                       |
| 86                                             | 4 июня 2011                                    | Швейцария                                      | 2:2                                            | 1                                              | Отборочные матчи ЧЕ-2012                       |
| 87                                             | 2 сентября 2011                                | Болгария                                       | 3:0                                            | —                                              | Отборочные матчи ЧЕ-2012                       |
| 88                                             | 6 сентября 2011                                | Уэльс                                          | 1:0                                            | —                                              | Отборочные матчи ЧЕ-2012                       |
| 89                                             | 7 октября 2011                                 | Черногория                                     | 2:2                                            | —                                              | Отборочные матчи ЧЕ-2012                       |
| 90                                             | 12 ноября 2011                                 | Испания                                        | 1:0                                            | 1                                              | Товарищеский матч                              |
| 91                                             | 15 августа 2012                                | Италия                                         | 2:1                                            | —                                              | Товарищеский матч                              |
| 92                                             | 7 сентября 2012                                | Молдова                                        | 5:0                                            | 2                                              | Отборочные матчи ЧМ-2014                       |
| 93                                             | 11 сентября 2012                               | Украина                                        | 1:1                                            | 1                                              | Отборочные матчи ЧМ-2014                       |
| 94                                             | 6 февраля 2013                                 | Бразилия                                       | 2:1                                            | 1                                              | Товарищеский матч                              |
| 95                                             | 22 марта 2013                                  | Сан-Марино                                     | 8:0                                            | 1                                              | Отборочные матчи ЧМ-2014                       |
| 96                                             | 29 мая 2013                                    | Ирландия                                       | 1:1                                            | 1                                              | Товарищеский матч                              |
| 97                                             | 2 июня 2013                                    | Бразилия                                       | 2:2                                            | —                                              | Товарищеский матч                              |
| 98                                             | 14 августа 2013                                | Шотландия                                      | 3:2                                            | —                                              | Товарищеский матч                              |
| 99                                             | 6 сентября 2013                                | Молдова                                        | 4:0                                            | —                                              | Отборочные матчи ЧМ-2014                       |
| 100                                            | 10 сентября 2013                               | Украина                                        | 0:0                                            | —                                              | Отборочные матчи ЧМ-2014                       |
| 101                                            | 11 октября 2013                                | Черногория                                     | 4:1                                            | —                                              | Отборочные матчи ЧМ-2014                       |
| 102                                            | 15 октября 2013                                | Польша                                         | 2:0                                            | —                                              | Отборочные матчи ЧМ-2014                       |
| 103                                            | 15 ноября 2013                                 | Чили                                           | 0:2                                            | —                                              | Товарищеский матч                              |
| 104                                            | 4 июня 2014                                    | Эквадор                                        | 2:2                                            | —                                              | Товарищеский матч                              |
| 105                                            | 7 июня 2014                                    | Гондурас                                       | 0:0                                            | —                                              | Товарищеский матч                              |
| 106                                            | 24 июня 2014                                   | Коста-Рика                                     | 0:0                                            | —                                              | Финальные матчи ЧМ-2014                        |

Итого: 106 матчей / 29 голов; 62 победы, 27 ничьих, 17 поражений.

## Тренерская статистика
| Команда       | Начало работы  | Завершение работы | Результаты | Результаты | Результаты | Результаты | Результаты | Результаты | Результаты | Результаты |
| Команда       | Начало работы  | Завершение работы | М          | В          | Н          | П          | МЗ         | МП         | РМ         | %          |
| ------------- | -------------- | ----------------- | ---------- | ---------- | ---------- | ---------- | ---------- | ---------- | ---------- | ---------- |
| Дерби Каунти  | 31 мая 2018    | 4 июля 2019       | 57         | 24         | 17         | 16         | 90         | 70         | +20        | 042,11     |
| Челси         | 4 июля 2019    | 25 января 2021    | 84         | 44         | 18         | 22         | 163        | 106        | +57        | 052,38     |
| Эвертон       | 31 января 2022 | 23 января 2023    | 44         | 12         | 8          | 24         | 43         | 71         | −28        | 027,27     |
| Челси         | 6 апреля 2023  | 28 мая 2023       | 11         | 1          | 2          | 8          | 9          | 21         | −12        | 009,09     |
| Ковентри Сити | 28 ноября 2024 | н. в.             | 34         | 19         | 5          | 10         | 54         | 44         | +10        | 055,88     |
| Всего         | Всего          | Всего             | 230        | 100        | 50         | 80         | 359        | 312        | +47        | 043,48     |

## Достижения в качестве игрока

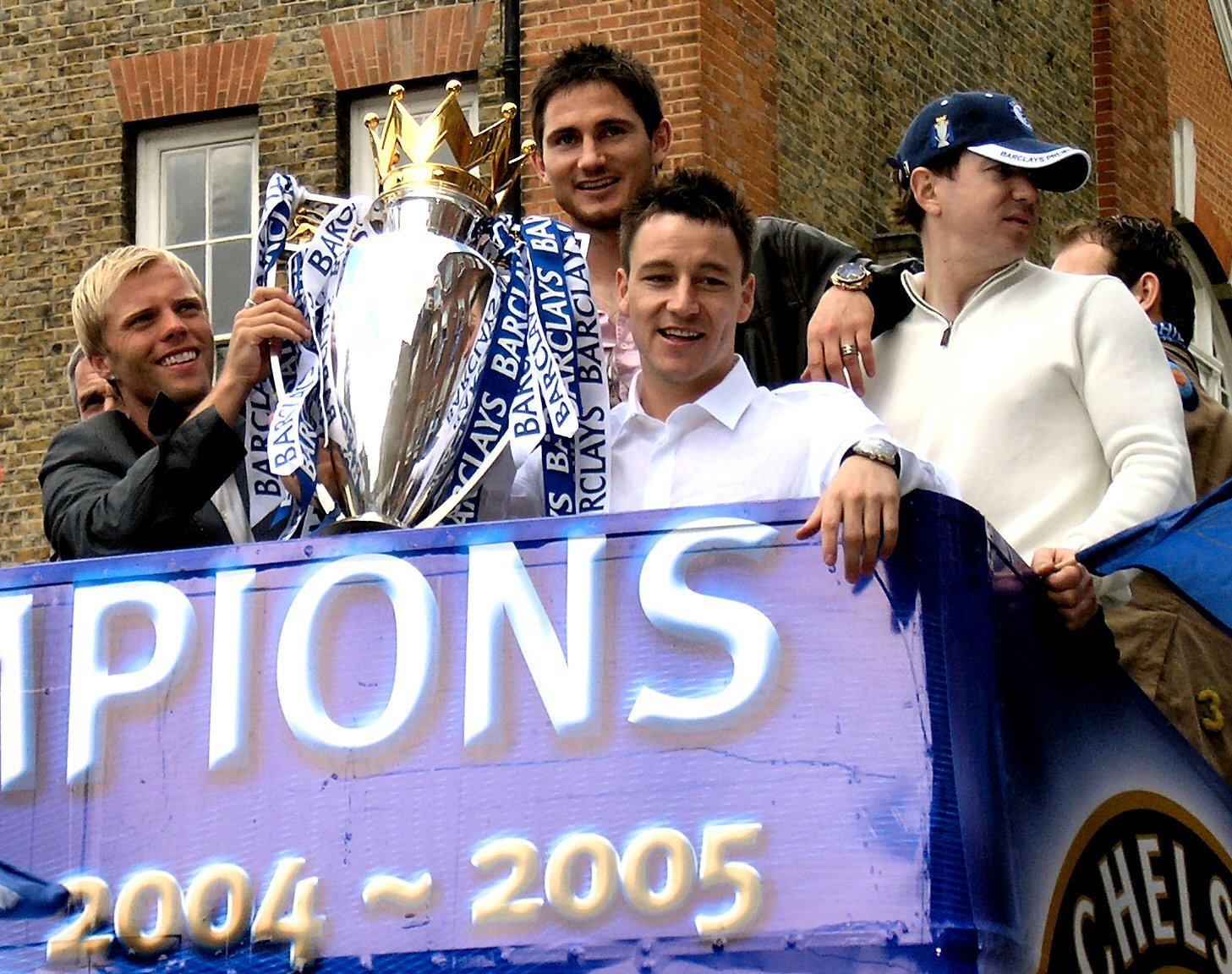
Лэмпард и Джон Терри празднуют свою первую победу в Премьер-лиге (2004/05).

### Командные достижения
«Вест Хэм Юнайтед»
- Обладатель Кубка Интертото: 1999

«Челси»
- Чемпион Премьер-лиги (3): 2004/05, 2005/06, 2009/10
- Обладатель Кубка Англии (4): 2006/07, 2008/09, 2009/10, 2011/12
- Обладатель Кубка Футбольной лиги (2): 2004/05, 2006/07
- Обладатель Суперкубка Англии (2): 2005, 2009
- Финалист Лиги чемпионов УЕФА: 2007/08
- Победитель Лиги чемпионов УЕФА: 2011/12
- Победитель Лиги Европы УЕФА: 2012/13

### Личные достижения
- Обладатель «Серебряного мяча»: 2005
- Второй лучший игрок года ФИФА: 2005
- Игрок сезона английской Премьер-лиги: 2004/05
- Игрок года по версии АФЖ: 2005
- Игрок года по версии болельщиков ПФА: 2005
- Полузащитник года по версии УЕФА: 2008
- Символическая сборная мира по версии ФИФПРО: 2005
- Игрок месяца английской Премьер-лиги (4): сентябрь 2003, апрель 2005, октябрь 2005, октябрь 2008
- Игрок десятилетия по версии АПЛ: 2010
- Игрок года по версии Футбольной ассоциации (2): 2004, 2005
- Символическая сборная Европы по версии УЕФА: 2004
- Игрок года по версии болельщиков «Челси» (3): 2004, 2005, 2009
- Команда года по версии ПФА (3): 2004, 2005, 2006
- Команда года по версии ЕСМ (3): 2005, 2006, 2010
- Награда АФЖ за заслуги перед футболом: 2010
- Награда Barclays за заслуги: 2005
- Лучший ассистент Премьер-лиги (3): 2005, 2006[82], 2010
- Гол месяца в Премьер-лиге: Апрель 2010
- Лучший футболист Кубка Футбольной ассоциации (3): 2007, 2009, 2010
- Лучший футболист Кубка Футбольной лиги (2): 2005, 2007
- Лучший футболист Barclays Asia Trophy (2): 2003, 2011
- Лучший бомбардир Премьер-лиги среди полузащитников: 177 голов
- Лучший бомбардир в истории «Челси»: 211 голов
- Лучший бомбардир «Челси» в английской Премьер-лиги: 147 голов
- Рекордсмен Книги рекордов Гиннесса (2): как футболист, который забил наибольшему количеству английских клубов (39 клубам)[83], как лучший футболист, который забил наибольшее количество голов из-за пределов штрафной площади в АПЛ (41 забитых мячей из-за пределов штрафной)[84]
- Офицер Ордена Британской империи: 2015[85][86].
- Награда за особые заслуги перед «Челси» (2): 2008, 2013
- Включён в Зал славы английского футбола: 2017[87]
- Включён в Зал славы английской Премьер-лиги: 2021[88]

## Достижения в качестве тренера
Личные
- Тренер месяца английской Премьер-лиги: октябрь 2019[89]